# Regenbogenforelle

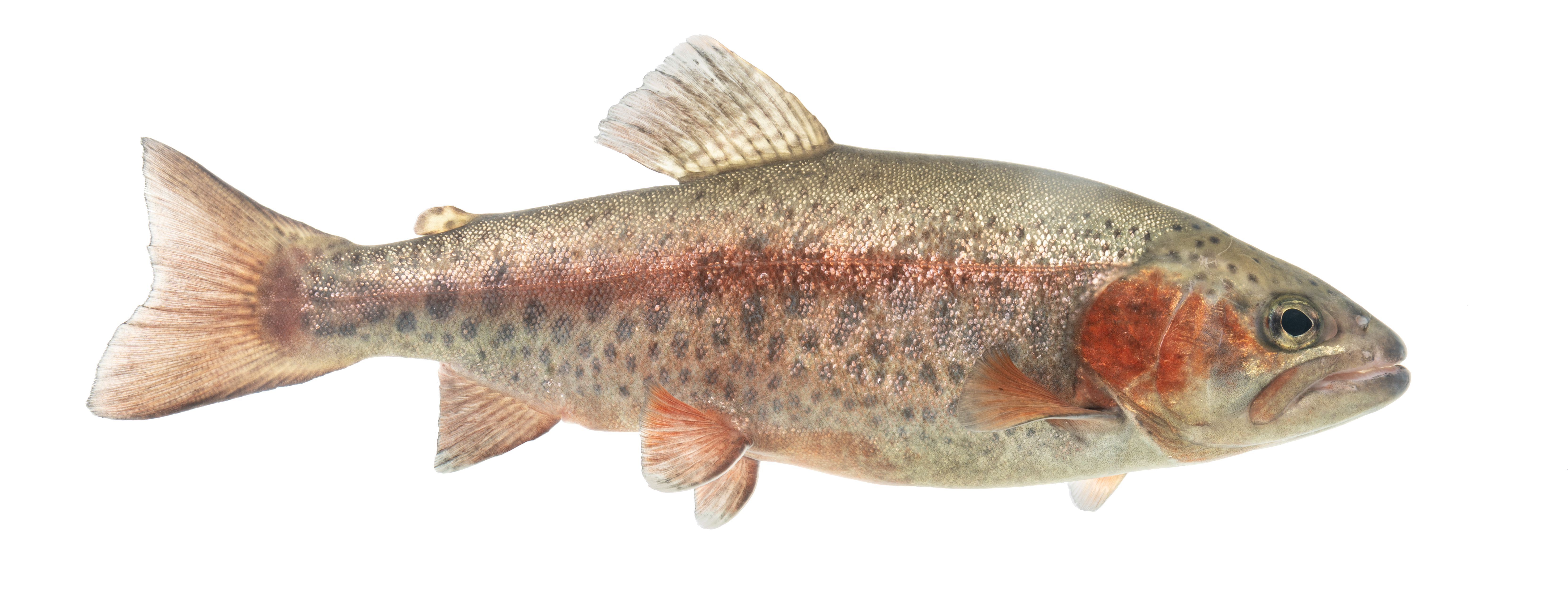
Regenbogenforelle, juvenile mit noch sichtbaren Seitenstreifen

Die Regenbogenforelle (Oncorhynchus mykiss, Syn.: Parasalmo mykiss, Salmo gairdneri, S. irideus) ist ein aus Nordamerika stammender, raschwüchsiger Salmonide, der in der zweiten Hälfte des 19. Jahrhunderts in England als Speisefisch gezüchtet wurde. Spätestens ab 1885 gelang es, Eier der Regenbogenforelle nach Deutschland zu bringen. Diese wurden vom Deutschen Fischereiverein an diverse Fischzüchter verteilt.
In vielen Forellenbächen und -flüssen wird sie heute, auch mittels Gesetzesauflagen, wieder verfolgt, weil sie einheimische Arten wie die Bachforelle verdrängen kann.
Regenbogenforellen, die den Verbrauchern im ausgewachsenen Alter (wie auch andere Salmoniden mit rötlichem Fleisch) manchmal als Lachsforellen angeboten werden, sind meist Speisefische, die in künstlichen Teichwirtschafts-, Silo- und Rinnenanlagen vermehrt und gemästet werden. Speziell gezüchtete Regenbogenforellenrassen eignen sich für die Massenproduktion besser als einheimische Forellenarten (See- und Bachforelle), zumal sie mit ihrer hohen Wachstumsgeschwindigkeit in einer stressigen Umgebung wie den künstlichen Becken mit hoher Besatzdichte eine geringere Sterblichkeitsrate aufweisen, weniger natürliches Futter benötigen und auch höhere Wassertemperaturen vertragen (bis 25 °C).
Regenbogenforellen gehören zusammen mit bestimmten Karpfenzuchtformen (deren Aquakultur-Produktion überwiegend in Asien liegt), zu den züchterisch am längsten bearbeiteten Nutzfischen.

## Taxonomie
Der wissenschaftliche Name der Regenbogenforelle ist Oncorhynchus mykiss. Diese Art wurde ursprünglich 1792 von dem deutschen Naturforscher und Systematiker Johann Julius Walbaum so benannt. Er untersuchte Fische von der Halbinsel Kamtschatka in Sibirien. Der Name der Gattung leitet sich vom griechischen Wort onkos (Haken) und rhynchos (Nase) ab und spielt auf den ausgeprägten Laichhaken der Milchner während der Laichzeit an. Ihren Namen verdankt die Regenbogenforelle ihren in vielen leuchtenden Farben schillernden Bändern, die an beiden Körperseiten verlaufen.
Der britische Naturforscher Sir John Richardson nannte diese Art 1836 Salmo gairdneri, zu Ehren von Meredith Gairdner, einem Chirurgen der Hudson Bay Company, der ihm diese Fischart bei Fort Vancouver am Columbia River vorstellte. William P. Gibbons, Kurator für Geologie und Mineralogie in der California Academy of Sciences, entdeckte eine andere Population und nannte sie Salmo iridia. Der Typbeschreibung von Walbaum wurde aus Gründen der Konspezifität jedoch der Vorzug gegeben, man folgte damit der Prioritätsregel.
1989 entdeckte Ralph F. Stearley, ein Doktorand am Museum für Paläontologie (University of Michigan), dass die Forelle des Pazifischen Beckens den Pazifischen Lachsen (Oncorhynchus-Arten) näher steht als den Salmo-Arten wie der Bachforelle (Salmo trutta) oder dem Atlantischen Lachs (Salmo salar). Dies hatte zur Folge, dass auch andere Forellenarten des Pazifischen Beckens, wie die Cutthroat-Forelle, der Gattung Oncorhynchus zugeordnet wurden. Die bisherigen Artnamen wie S. irideus und S. gairdneri wurden den Unterarten der Küstenregenbogenforelle und der Columbia River Redband Forelle zugerechnet. Die anadromen Formen werden als Steelhead-Forellen bezeichnet.
Über 170 Jahre galt die Regenbogenforelle als Salmo-Art, obwohl sie aus einem Gebiet stammt, in dem sonst nur Oncorhynchus vorkommt, und Johann Julius Walbaum sie auch richtig zugeordnet hatte. Walbaum war aber vorwiegend kompilatorisch tätig gewesen und verwendete eine eigenwillige Terminologie, so dass Cuvier den erneuerten Artedi Walbaums (1792) ablehnte (und damit auch dessen binäre Namen, die mithin in Vergessenheit gerieten).
Die der Regenbogenforelle sehr ähnliche Cutthroat-Forelle (Oncorhynchus clarki) ist eine eigenständige Art.

### Steelhead
Die Steelheadforelle (dt. Stahlkopfforelle) ist die anadrome Wanderform der Regenbogenforelle. Der Name kommt von der stahlblauen Kopf- und Rückenfärbung. Das natürliche Verbreitungsgebiet erstreckt sich von Alaska bis Kalifornien. Die Steelhead-Forelle ist der offizielle Fisch des Bundesstaates Washington.

### Unterarten
Die Unterarten von Oncorhynchus mykiss nach Robert J. Behnke:
| Geografische Gruppe    | Bezeichnung | Wissenschaftlicher Name | Verbreitung | Bild                                                                                                 |
| ---------------------- | --- | --- | --- | --- |
| Typ-Unterart           | Kamtschatka-Regenbogenforelle | O. m. mykiss (Walbaum, 1792) | Westpazifik: Kamtschatka-Halbinsel, auch bei den Kommandeurinseln östlich von Kamtschatka gefunden, und sporadisch im Ochotskischen Meer und weiter südlich im Mündungsgebiet des Amur | |
| Küstenformen           | Küsten-Regenbogenforelle | O. m. irideus (Gibbons, 1855) | Pazifischer Ozean Nebenflüsse von den Aleuten bis nach Alaska nach Süden bis ins südliche Kalifornien. Anadrome Formen werden als Steelhead, Süßwasserformen als Regenbogenforelle bezeichnet. | Meeres- und Süßwasserformen der Küsten-Regenbogenforelle; auch bekannt als „Steelhead“ O. m. irideus |
| Küstenformen           | Beardslee-Forelle | O. m. irideus var. beardsleei (keine echte Unterart, aber eine genetisch differenzierte, seebewohnende Varietät der Küsten-Regenbogenforelle) (Jordan, 1896) | kommt isoliert nur im Lake Crescent, Bundesstaat Washington vor | Meeres- und Süßwasserformen der Küsten-Regenbogenforelle; auch bekannt als „Steelhead“ O. m. irideus |
| Redband-Forelle        | Columbia-River-Redband-Forelle | O. m. gairdneri (Richardson, 1836) | kommt im Columbia River und seinen Nebenflüssen bis Montana, Washington und Idaho vor. Anadrome Formen werden als Redband Steelhead bezeichnet. | |
| Redband-Forelle        | Athabasca-Regenbogenforelle | O. m. spp. Behnke hält sie für eine Form von O. m. gairdneri, jedoch der Biologe L. M. Carl vom Ontario Ministry of Resources, Aquatic Ecosystems Research Section, schätzt sie in seiner 1994 veröffentlichten Arbeit als separate Unterart ein | Vorkommen im Athabasca-River-System in Alberta | |
| Redband-Forelle        | McCloud-River-Redband-Forelle | O. m. stonei (Jordan, 1894) | endemisches Vorkommen im McCloud River, stromaufwärts von Middle Falls und in den Nebenflüssen im nördlichen Kalifornien, südlich des Mount Shasta. | |
| Redband-Forelle        | Sheepheaven-Creek-Redband-Forelle | O. m. spp. | endemisch im Sheepheaven Creek, Siskiyou County, Bundesstaat Kalifornien. Sheepheaven Creek Redband-Forellen wurden 1972 in den Swamp Creek und 1977 in den Trout Creek eingebracht. | |
| Redband-Forelle        | Great-Basin-Redband-Forelle | O. m. newberrii (Girard, 1859) | endemisch im südöstlichen Oregon, Teilen von Kalifornien und Nevada an der Peripherie des Great Basin. | |
| Redband-Forelle        | Eagle-Lake-Forelle | O. m. aquilarum (Snyder, 1917) | endemisch im Eagle Lake in Lassen County, Kalifornien. | |
| Redband-Forelle        | Kamloops-Regenbogenforelle | O. m. kamloops strain (Jordan, 1892) | endemisch in mehreren großen Seen der kanadischen Provinz British Columbia, speziell im Kamloops See und Kootenay Lake. Die Kamloops Regenbogenforellen sind bekannt für ihre Größen und werden daher speziell bei der Züchtung schwerer Regenbogenforellen verwendet. | |
| Kern-River-Goldforelle | Goldforelle | O. m. aguabonita (Jordan, 1892) | endemisch im Golden Trout Creek (Nebenfluss des Kern Rivers), Volcano Creek (Nebenfluss des Golden Trout Creek) und des South Fork Kern River. | Kern-River-Goldforelle O. m. aguabonita                                                              |
| Kern-River-Goldforelle | Kern-River-Regenbogenforelle | O. m. gilberti (Jordan, 1894) | endemisch im Kern River und seinen Nebenflüssen in Tulare County, Kalifornien. Ihr aktuelles Verbreitungsgebiet ist drastisch reduziert. Die Überreste der Population leben im Kern River oberhalb von Durrwood Creek, in den Oberläufen von Ninemile, Rattlesnake und Osa Creeks und möglicherweise auch im oberen Peppermint Creek. | Kern-River-Goldforelle O. m. aguabonita                                                              |
| Kern-River-Goldforelle | Little-Kern-Goldforelle | O. m. whitei (Evermann, 1906) | endemisch im Umkreis von ca. 150 Kilometer des Little Kern River und seiner Nebenflüsse. Ihr aktuelles Verbreitungsgebiet ist begrenzt auf fünf Flussoberläufe im Kern River Becken (Wet Meadows, Deadman, Soda Spring, Willow, Sheep und Fish Creeks) und einer eingeführten Population im Coyote Creek, eines Nebenflusses des Kern River. | Kern-River-Goldforelle O. m. aguabonita                                                              |
| Mexikanische Formen    | Mexikanische Regenbogenforelle Río Yaqui, Rio Mayo und Guzman-Forelle Rio San Lorenzo und Arroyo la Sidra Forelle Rio del Presidio-Forelle | O. m. nelsoni (Evermann, 1908) | Manchmal als Nelson’s Forelle bezeichnet, kommt in drei unterschiedlichen geografischen Gruppen vor. Die Taxonomie dieser Forellen ist Untersuchungsgegenstand der aktuellen Forschung. Man geht davon aus, dass es eine signifikante Diversität bei den Formen in dieser Gruppe gibt. | |
| Mutationen             | Goldene Regenbogenforelle Palomino-Forelle                                                                                                 | die so genannte Goldene Regenbogenforelle und Palomino-Forelle entstanden aus einer einzigen mutierten Farbvarietät von O. mykiss, welche 1955 aus einer Zuchtanlage in West Virginia entstammte. Goldene Regenbogenforellen sind vornehmlich von gelblicher Färbung. Dafür fehlen der grüne Untergrund und die schwarzen Punkte, die für Regenbogenforellen typisch sind. Der diffuse rote Seitenstreifen jedoch bleibt erhalten. Die Palomino-Forelle ist eine Kreuzung aus Goldener und Gemeiner Regenbogenforelle und besitzt eine Mischfarbe. Die Goldene Regenbogenforelle ist nicht zu verwechseln mit der natürlich vorkommenden Unterart O. m. aguabonita, der Kern River Goldforelle aus Kalifornien. | die so genannte Goldene Regenbogenforelle und Palomino-Forelle entstanden aus einer einzigen mutierten Farbvarietät von O. mykiss, welche 1955 aus einer Zuchtanlage in West Virginia entstammte. Goldene Regenbogenforellen sind vornehmlich von gelblicher Färbung. Dafür fehlen der grüne Untergrund und die schwarzen Punkte, die für Regenbogenforellen typisch sind. Der diffuse rote Seitenstreifen jedoch bleibt erhalten. Die Palomino-Forelle ist eine Kreuzung aus Goldener und Gemeiner Regenbogenforelle und besitzt eine Mischfarbe. Die Goldene Regenbogenforelle ist nicht zu verwechseln mit der natürlich vorkommenden Unterart O. m. aguabonita, der Kern River Goldforelle aus Kalifornien. | Goldene Regenbogenforelle                                                                            |

## Verbreitung

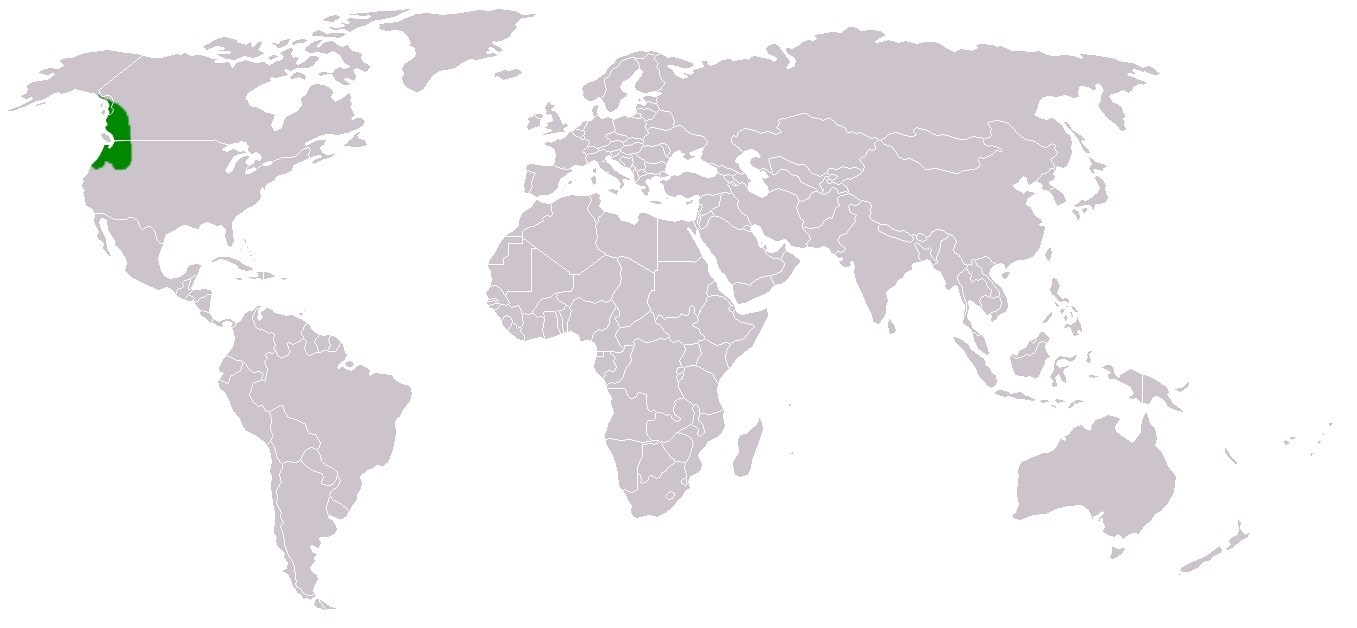
Das ursprüngliche Verbreitungsgebiet der Regenbogenforelle

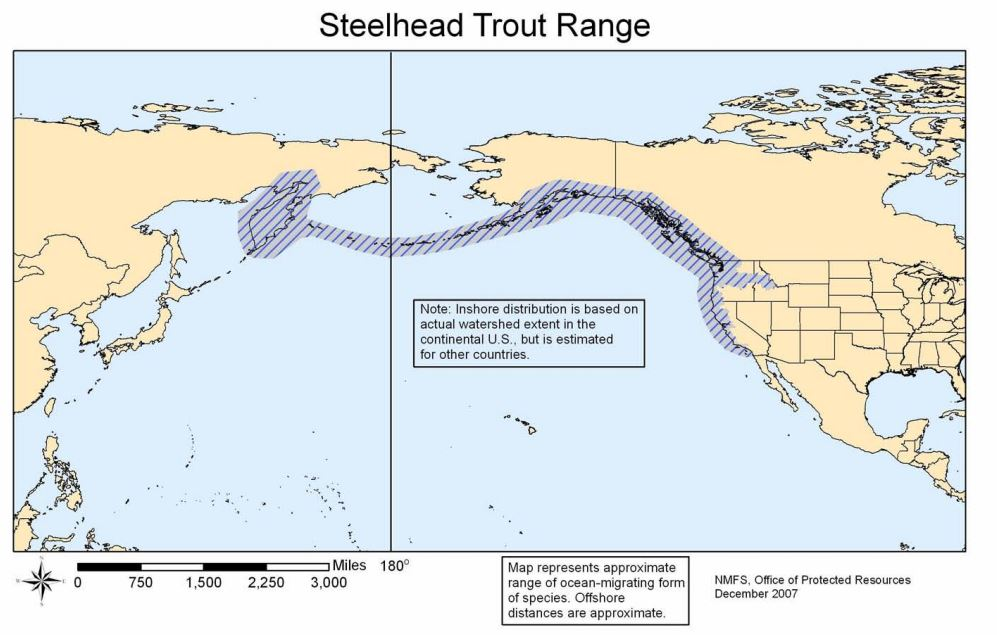
Verbreitungsgebiet der Steelheadforelle

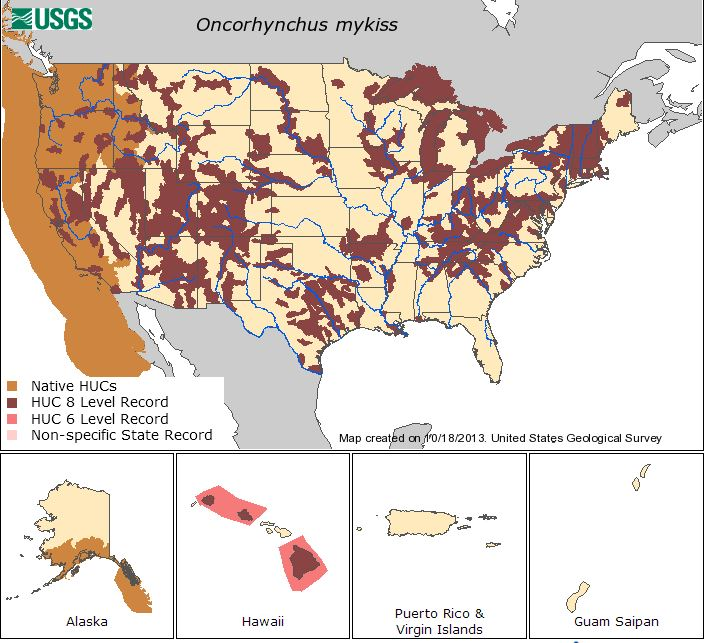
Natürliches Verbreitungsgebiet der Regenbogenforelle in den USA

Die Steelhead-Forelle ist die anadrome Wanderform der Küsten-Regenbogenforelle (Oncorhynchus mykiss irideus) und der Redband-Regenbogenforelle.
Ursprünglich in kalten, sauerstoffreichen Gewässern des Nordwestens der USA (z. B. Columbia River), des Westens Kanadas (z. B. Mackenzie River und Peace River), Alaskas und der Kamtschatka-Halbinsel in Russland heimisch, ist die Regenbogenforelle seit 1882 auch in Europa verbreitet. Regenbogenforellen kommen heutzutage in mindestens 45 Ländern der Welt auf allen Kontinenten mit Ausnahme der Antarktis vor und gehören damit zu den am weitesten verbreiteten Salmonidenarten – über die Verbindung der Beaufort-See gelangte sie möglicherweise auch ins Arktische Meer/Nordpolarmeer.
Seit Ende des 19. Jahrhunderts wurden Laich und junge Fische weltweit exportiert und angesiedelt. Sie leben in Flüssen und Seen, bevorzugen allerdings schnellfließende und klare Gebirgsbäche. Die Einführung in Südeuropa, Australien und Südamerika (Chile und Argentinien) hat sich negativ auf die heimische Fischfauna ausgewirkt. Aufgrund ihres Jagdverhaltens können sie endemische Forellenarten verdrängen. Eine Vermischung mit autochthonen Forellenarten wie zum Beispiel der Bachforelle ist ebenfalls möglich. Auch ist die Regenbogenforelle für die Verbreitung der Erreger der Whirling Disease (Myxobolus cerebralis) verantwortlich.
Die Art zählt zu den 100 gefährlichsten Neobiota weltweit.

## Gefährdung
Eine Reihe lokaler Populationen und bestimmter Unterarten gelten mancherorts als bedroht und sind im Endangered Species Act aufgeführt.

## Merkmale
Regenbogenforellen werden bis zu 80 cm lang und 10 kg schwer.
Die Färbung und Zeichnung von Regenbogenforellen variiert stark, abhängig von Unterart, Form und Umgebung. Die Fische sind blau-grün oder olivgrün gefärbt, entlang der Seiten ist ein rötlicher Streifen erkennbar, besonders bei jüngeren Männchen in der Laichzeit. Die Schwanzflosse ist nur leicht gegabelt. Bei in großen Seen lebenden Regenbogenforellen und bei anadromen Formen ist die Grundfärbung silberfarben und die rötlichen Seitenstreifen sind weniger ausgeprägt.
Die Regenbogenforelle ähnelt mit ihrem ausgeprägten Muster von schwarzen Punkten der einheimischen Bachforelle, hat aber einen kleineren und spitzeren Kopf mit einem weiter hinten liegenden Unterkiefer.
Das Vorhandensein schwarzer Punkte auch auf der Rückenflosse unterscheidet sie von jungen Huchen.
Juvenile Regenbogenforellen besitzen dunkle vertikale Balken, typisch für die meisten Jungfische der Salmoniden. Zuchtforellen werden an einigen Orten durch Clip-Markierungen in der Fettflosse gekennzeichnet.

### Wachstum und Größe
Während die anadromen Wanderformen bis 10 Kilogramm Gewicht erreichen können, sind es bei Forellen, die in Seen und Stauseen ohne Zugang zum Meer leben, häufig nur 2 Kilogramm Durchschnittsgewicht.
Bei Regenbogenforellen wurde schon sehr früh der Schwerpunkt der züchterischen Bemühungen auf das Erreichen maximaler Gewichte gelegt. Regenbogenforellen sind die häufigsten Fische in kommerziell genutzten Angel- und Forellenteichen sowie Put-and-take-Seen. Hierbei werden Einzeltiere aus dänischen Zuchtanlagen, verkaufsfördernd als Steelhead bezeichnet, auf Rekordgewichte von bis zu 20 kg gemästet und wieder herausgefangen. In Dänemark hat sich ein ganzer Wirtschaftszweig auf Zucht und Teichwirtschaft von Großforellen spezialisiert. Über 250 dänische Put-and-take-Seen laden Touristen aus ganz Europa zum Forellenangeln ein.
1988 gelang es drei Forschern des Chesapeake-Bay-Instituts der Johns Hopkins University in Baltimore im US-Bundesstaat Maryland ein Gen der Regenbogenforelle in die Gensequenz des Karpfens einzubauen, damit dieser gentechnisch veränderte Fisch schneller wächst.

### Gewichtsweltrekord
Der Gewichtsweltrekord für eine in einem natürlichen Gewässer gefangenen Regenbogenforelle liegt bei ≈ 19,11 kg (42 lbs. und 2oz.). Dieser Fisch wurde am 22. Juni 1970 von David Robert White in den Bell Island Lakes auf Bell Island in Süd-Alaska gefangen. 2007 zog Adam Konrad eine Regenbogenforelle mit ≈ 19,79 kg (43 lbs. und 10 oz.) aus dem Lake Diefenbaker. Dieser Fang löste eine Debatte über die Gültigkeit des Rekords aus. Im Jahre 2000 sind in diesem See genetisch veränderte Regenbogenforellen aus einer Fischfarm ausgebrochen. Diese Fische waren triploid, das heißt, sie verfügten über drei komplette Chromosomensätze. Diese Regenbogenforellen sind steril, und die gesparte Energie für die Fortpflanzung kann in das Wachstum investiert werden. Zwei Jahre später fing sein Bruder Sean Konrad im selben See mit ≈ 21,77 kg (48 lbs.) das bislang größte lebende Exemplar einer Regenbogenforelle. Er hält damit den aktuellen Weltrekord.

## Lebensweise
Regenbogenforellen bevorzugen wie die meisten Salmoniden Fließgewässer mit niedrigen Wassertemperaturen. In stehenden Gewässern (Stauseen z. B.) lebende Regenbogenforellen sind häufig in mittleren Tiefen kalter Seen anzutreffen, wo sie bei mittlerem Pflanzenbewuchs ihre Nahrung finden. Auch diese Forellenform benötigt einmündendes Fließgewässer mit Kiesgrund zum Ablaichen.
Regenbogenforellen leben als Jungtiere in Schwärmen. Erst ab einem Gewicht von etwa 3 kg beginnen sie ein einzelgängerisches Leben in einem eigenen Revier. Ihre Lebenserwartung hängt stark von der Wasserqualität und von anderen örtlichen Gegebenheiten ab; die meisten Tiere werden allerdings nicht älter als 7 Jahre. Es soll jedoch in Kalifornien einige Regenbogenforellen gegeben haben, die bis 11 Jahre alt geworden sind.

### Nahrung
Regenbogenforellen sind Raubfische und ernähren sich je nach Jahreszeit und Nahrungsangebot von Insekten, kleinen Fischen wie Elritzen und Koppen und auch kleineren Artgenossen, Fröschen, Würmern, Kaulquappen, Bachflohkrebsen und auch Maden. Insekten jagen sie sowohl unter Wasser (Larven) als auch über und an der Wasseroberfläche. Sie verfolgen ihre Beute im Freiwasser oder lauern ihr aus der Deckung wie große Steine, Holz etc. auf. Das Raubverhalten großer Regenbogenforellen ist in der Regel aggressiver als das der kleinwüchsigeren Bachforelle, was unter bestimmten Bedingungen zu einer Nahrungskonkurrenz zwischen den beiden Arten führen kann. Wie alle Forellenarten, so sind auch Regenbogenforellen Laichräuber. Da sie als Salmonidenart zu den Edelfischen gehören, werden zumeist die unerwünschten Döbel, eine Weißfischart mit ausgeprägtem laichräuberischem Verhalten, von Menschen dezimiert.
In der Teichwirtschaft erhalten Regenbogenforellen praktisch ausschließlich Pelletfutter, das im Wesentlichen aus gepresstem Fischmehl, Blutmehl, Fischöl und einem meist pflanzlichen Bindemittel besteht. Die früher verbreitete Nassfütterung mit Schlachtabfällen von Artgenossen ist heute aus seuchenpolitischen Gründen obsolet. Bei der Brutaufzucht kommt es häufig zu Kannibalismus durch sog. Vorwüchser, also rascher wachsende Individuen.

### Schmerzempfinden und Magnetsinn
Durch Nozizeptoren erlangt das Nervensystem die Erkenntnis, dass irgendwo im Körper Schmerzen auftreten. Dazu werden Signale über die Nerven an Rückenmark und Gehirn gesendet. 2003 konnte durch Lynne Sneddon vom Roslin Institute in einer Studie die Präsenz von Nozizeptoren in Gesicht und Maul von Regenbogenforellen nachgewiesen und damit bewiesen werden, dass sie ein Schmerzempfinden besitzen.
Bei Regenbogenforellen wurden Einflüsse von Magnetfeldern auf das Verhalten festgestellt; vermutlich verfügen sie über einen Magnetsinn.

### Lebenszyklus und Fortpflanzung

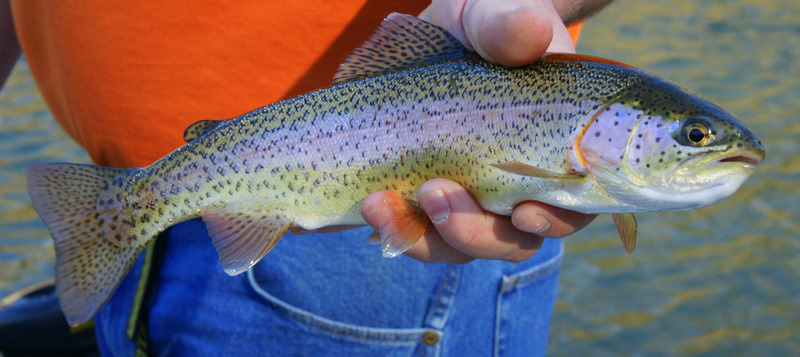
Regenbogenforelle (Rogner mit weniger intensiver Zeichnung)

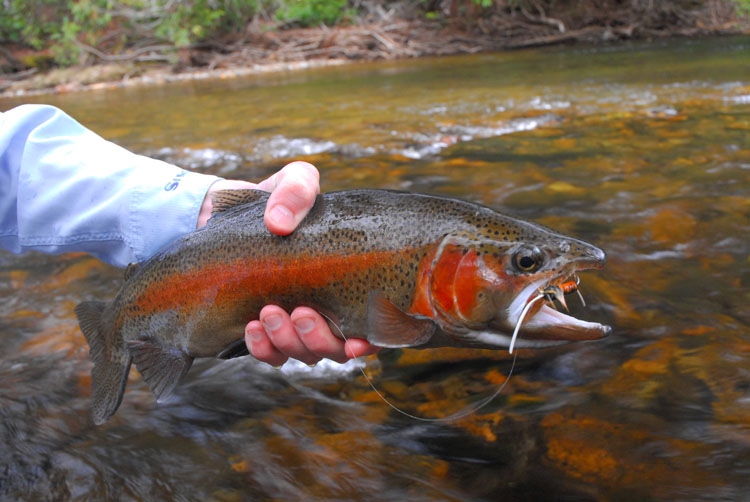
Kräftig gezeichneter Milchner

Regenbogenforellen werden mit etwa 2 Jahren geschlechtsreif. Der maximal beobachtete Lebenszyklus einer Regenbogenforelle lag bei 11 Jahren.
Anadrome Formen wandern bei Erreichen der Geschlechtsreife vom Meer in das Süßwasser zurück. Ihre Laichzeit dauert in Mitteleuropa von Dezember bis Mai, in den USA von März bis April, beziehungsweise von Januar bis Juni. In der südlichen Hemisphäre von September bis November. Ausschlaggebend sind Wassertemperaturen von 6 bis 7 °C.
Man unterscheidet dabei den Süßwasser- und den Meereslebenszyklus:

### Süßwasser-Lebenszyklus
Laichgewässer sind Oberläufe von sauerstoffreichen Flüssen und Bächen mit Kiesgrund. Hierzu gehören die steinigen alluvialen Fließgewässer des Pazifischen Beckens. In andere Gewässer eingeführte Regenbogenforellen konnten sich jedoch auch an Quellbäche und Bäche mit Felsgrund anpassen. Der ideale Laichgrund besteht aus einem feinen Kiesbett in der Nähe von Stromschnellen und tiefer Pools. Zum Laichen gräbt das Weibchen in den Kies mit ihrer Schwanzflosse eine Laichgrube, in welche sie ihre Eier legt. Die Eier fallen in die Zwischenräume der Kieselsteine, wo sie von stark sauerstoffhaltigem Wasser umströmt werden. Das Männchen besamt anschließend die Eier, worauf das Weibchen die Grube mit Sand und Kies wieder zudeckt. Die Entwicklung dauert 300 bis 320 Tagesgrade (d. h. bei 10 °C 30 bis 32 Tage, bei 5 °C doppelt so lange). Als Reifezeit der Eier werden vier bis sieben Wochen angegeben. Je nach Region und Habitat kann es hierbei zu einer großen Variabilität kommen. Nach dem Schlüpfen tragen die Jungfische noch einen Dottersack, der sie ernährt. Bis dieser aufgebraucht ist, bleiben sie noch in der Nähe der Grube. Ungefähr 15 Tage nach dem Schlüpfen nehmen die Jungfische selbstständig Nahrung auf, in der Regel Zooplankton. Die Wachstumsrate der Regenbogenforelle ist direkt mit den Faktoren Gewässertyp, Habitat, Nahrungsqualität und -quantität korreliert.
In vielen Gewässern, (z. B. Baggerseen in Mitteleuropa) findet jedoch keine natürliche Vermehrung mehr statt. Diese Gewässer werden mit fangfähigen Fischen besetzt, die dort mehrere Jahre überleben, herausgefangen werden oder ohne sich fortzupflanzen sterben.

### Meeres-Lebenszyklus

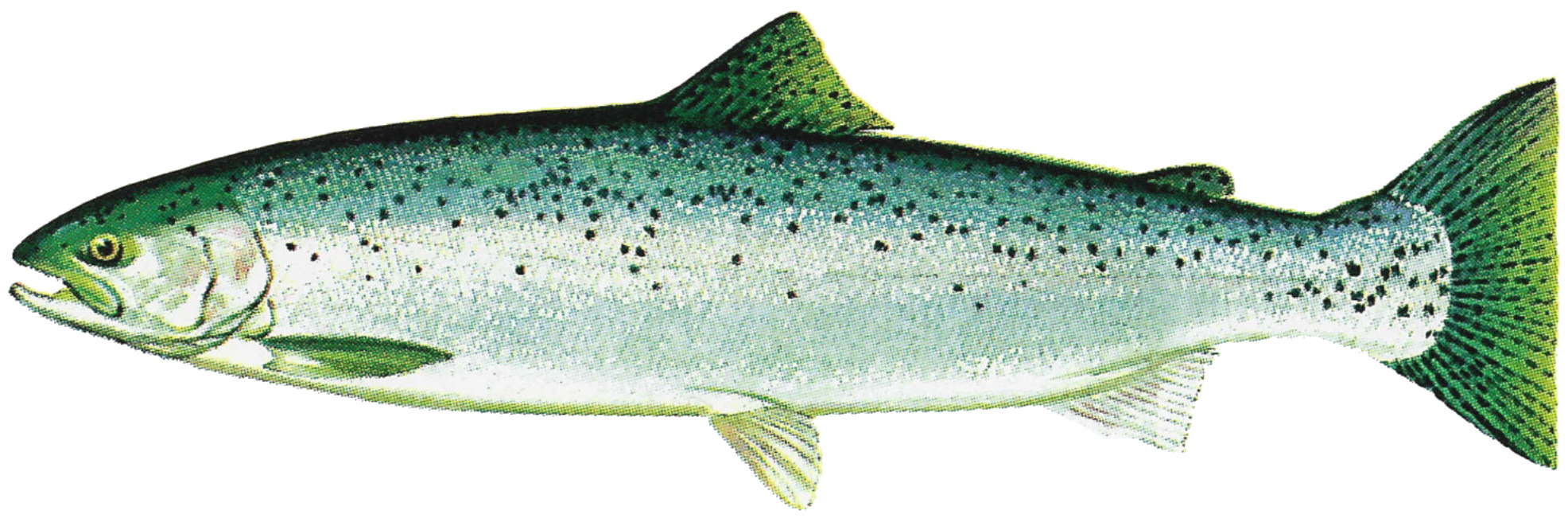
Steelhead-Forelle Meeresform

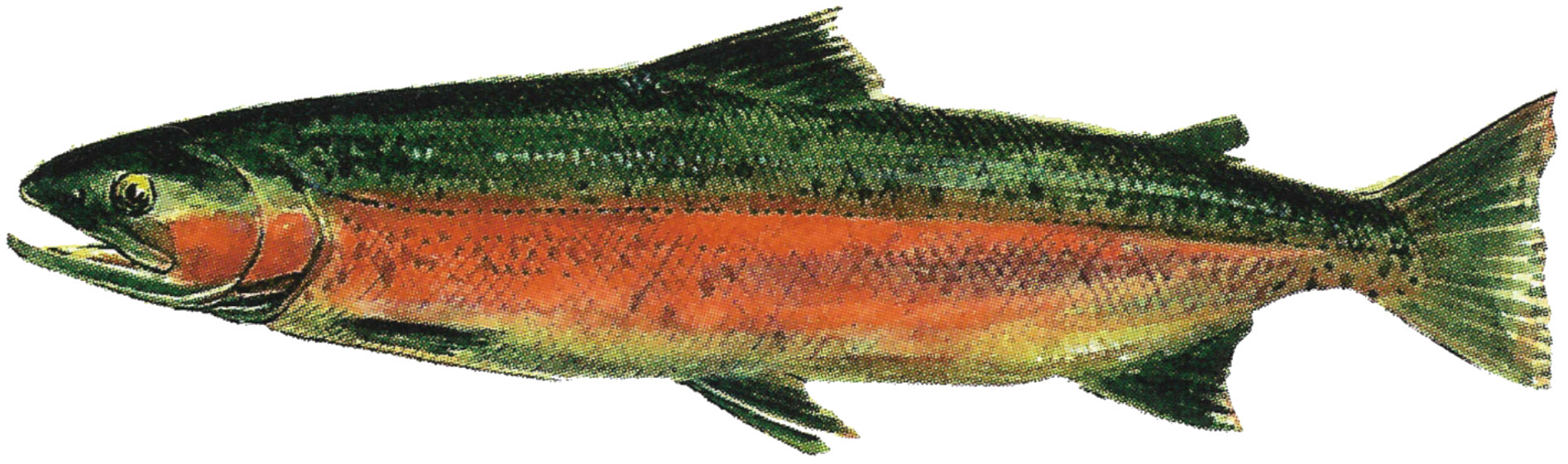
Steelhead-Forelle Milchner Laichfärbung im Süßwasser

Die anadrome Wanderform der Regenbogenforelle wird in den USA und in Kanada Steelhead genannt. In Tasmanien werden sie „Ocean Trout“ genannt und in Meereskäfigen gehalten. Es handelt sich aber um dieselbe Art. Die Fische zeigen ein Wanderverhalten wie Lachse und es kommt zu einem ähnlichen Massenaufstieg vom Meer in die kalten Fließgewässer. Im Gegensatz zu den Pazifischen Lachsen sind Steelhead iteropar, d. h. sie können mehrmals ablaichen. Sie sind in der Lage an mehreren Laichzügen vom Salz- ins Süßwasser teilzunehmen, allerdings ist die Überlebensrate geringer als 10 Prozent. Die Überlebensrate von eingeführten Populationen, wie z. B. im Gebiet der Großen Seen, kann jedoch bis 70 % betragen. Die Steelhead-Smolts verbleiben im Fluss für ein bis drei Jahre, bevor sie ins Meer abwandern. Bestimmte Steelhead-Populationen verlassen den Ozean und wandern in ihre „Heimatbäche“ mehrfach im Jahr ein. Hierbei werden in den USA die beiden Formen „Summer-Run Steelhead“ und „Winter-Run Steelhead“ unterschieden. „Summer-Run Steelheads“ wandern zwischen den Monaten Mai bis Oktober zurück ins Süßwasser, bis sich ihre Reproduktionsorgane voll entwickelt haben. Diese reifen im Süßwasser, normalerweise im Frühling auf dem Wanderweg zu den Laichgründen im Oberlauf der Gewässer. „Summer-Run Steelheads“ kommen in größeren Fließgewässern mit längeren Wegstrecken wie dem Columbia River vor. „Winter-Run Steelheads“ sind bereits laichbereit, wenn sie zwischen November und April aus dem Meer aufsteigen. Sie laichen kurze Zeit nach ihrem Eintritt in das Süßwasser in Küstenflüssen mit weniger Wegstrecke wie z. B. der Olympic-Halbinsel oder der Küstenlinie von British Columbia ab. Nach Erreichen der Laichgründe, pflanzen sich die Meeresformen nach dem gleichen Muster wie die Süßwasserformen ab.

### Interspezifische Konkurrenz zwischen Bach- und Regenbogenforelle
Im Allgemeinen wird angenommen, dass in einigen Gewässern (Gewässerzonen: Forellen- und Äschenregion) die großwüchsigere und agilere Regenbogenforelle aufgrund von Nahrungskonkurrenz die standorttreue, einheimische Bachforelle verdrängt. Eine Forschungsarbeit stellt heraus, dass die Regenbogenforelle bei hoher Populationsdichte an Jungfischen über Dichteregulation eine interspezifische Konkurrenz gegenüber der Bachforelle ausübt. Für die Bachforellen kann eine sogenannte „Flaschenhalssituation“ entstehen, wenn sie sich auf wenigen und kleinen Territorien gegenüber der eingeführten Art der Regenbogenforelle behaupten muss. Allerdings muss bedacht werden, dass das untersuchte Gewässer (ein Sekundärbiotop – Binnenkanal) nur suboptimale Bedingungen für Bachforellen bietet, da durch sinkende Wasserstände deren Unterstände verloren gingen und sich die Wasserqualität stark verschlechtert hat. Somit ist zu hinterfragen, ob es wirklich die Regenbogenforelle war, die die Veränderung der Bachforellenpopulation hervorgerufen hat, oder ob sie nicht einfach die freigewordene Nische eingenommen hat. In ihrer Heimat Nordamerika lebt die Regenbogenforelle in der Regel in einer sympatrischen Population mit anderen Salmonidenarten zusammen. In naturnahen Gewässern mit genügend Deckungsmöglichkeiten, wie z. B. unterspülte Ufer, Totholz etc., können jedoch beide Arten stabile Populationen bilden.

## Nutzung
Regenbogenforellen sind wirtschaftlich bedeutende Nutzfische. Sie werden am Puget Sound, an der Küste des Bundesstaates Washington oder im Columbia River von indianischen Fischern noch kommerziell gefangen. Weltweit hat sich ein Industriezweig der Forellenerzeugung etabliert.

### Künstliche Vermehrung

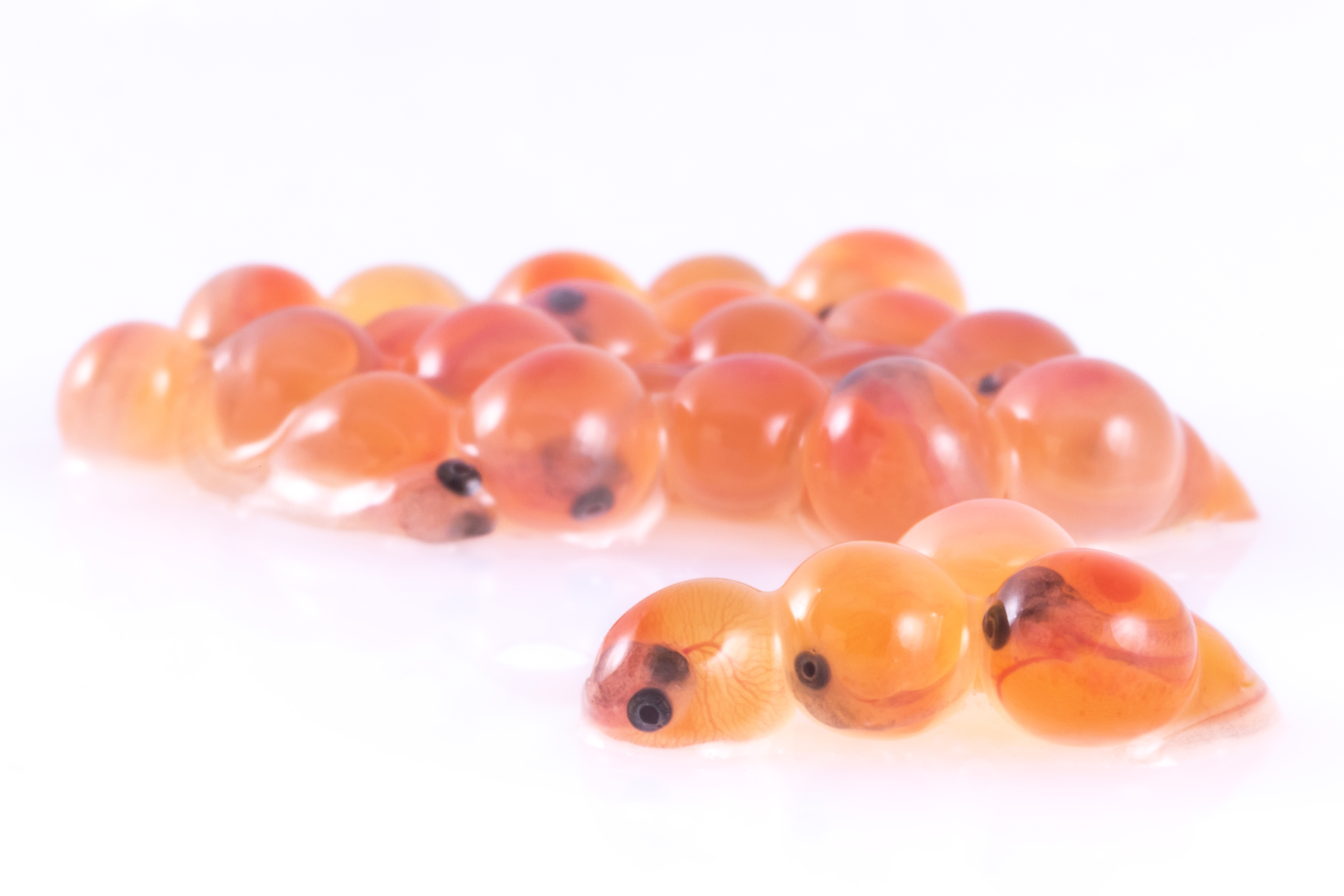
Künstlich befruchtete Regenbogenforelleneier mit sichtbaren Fischlarven

Seit 1870 werden Regenbogenforellen vom U.S. Fish and Wildlife Service künstlich vermehrt, um die Bestände in natürlichen Gewässern aufzustocken oder um die Art in neue Habitate einzuführen. Die erste Forellenzucht, die 1871 ihren Betrieb aufnahm, entstand am San Leandro Creek, einem Nebenfluss der San Francisco Bucht. Es waren Steelhead-Forellen und lokale Unterarten der Regenbogenforellen, die im ersten Zuchtprogramm vermehrt wurden.
Von dort aus wurden Regenbogenforellen nach Caledonia/New York und Northville/Michigan gebracht. 1877 entstand eine zweite Zuchtanstalt National Fish Hatchery System am Campbell Creek, einem Nebenfluss des McCloud Rivers. Hier wurde anderes genetisches Material verwandt: McCloud River Redband Forelle (O. m. stonei) und Forelleneier von lokalen Küstenformen. Heute gibt es hunderte von staatlichen und privaten Zuchtanstalten, teilweise auch von Indianerstämmen betrieben mit dem Zweck Sportfische zu erzeugen und natürliche Forellenstämme zu konservieren. In Kanada betreiben sechs von zehn Provinzen intensive Forellenzucht, wobei die Provinz Ontario dabei den Spitzenplatz einnimmt.

### Aquakultur

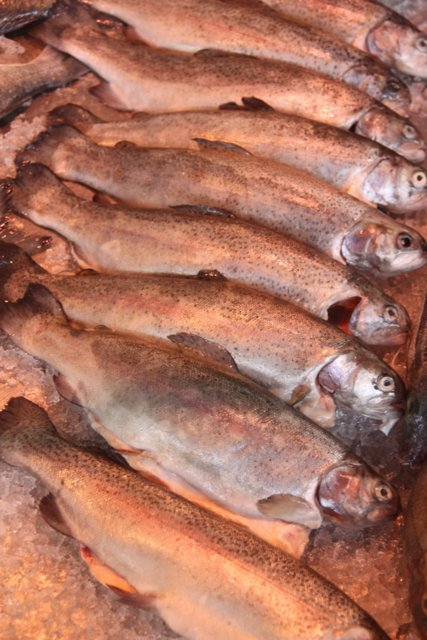
Portionsforellen aus Aquakultur

Regenbogenforellen gehören mit zu den wirtschaftlich bedeutendsten Fischen der Aquakultur. Ab den 1950er Jahren nahm die Teichwirtschaft von Regenbogenforellen exponentiell zu. 2007 wurden weltweit 604.695 Tonnen Forellenfleisch mit einem Marktwert von 2,6 Milliarden USD erzeugt. Der derzeit größte Produzent ist Chile. In Chile und Norwegen werden mit Regenbogenforellen aus Meereskäfighaltung die Exportmärkte beliefert. Auch in Ländern wie Italien, Frankreich, Deutschland, Dänemark und Spanien kam es zu einem Anstieg der Inlandsproduktion von Regenbogenforellen. Andere bedeutende forellenerzeugende Länder sind die USA, Iran und Großbritannien. In den USA wird die Regenbogenforellen-Industrie unter der Berücksichtigung ökologischer Gesichtspunkte betrachtet. Drei Viertel der US-Produktion an Regenbogenforellen kommt aus dem Bundesstaat Idaho, insbesondere aus dem Gebiet um den Snake River, da hier eine besonders günstige Wasserqualität und Wassertemperaturen vorherrschen. Weitere Bundesstaaten mit intensiver Regenbogenforellenhaltung sind Kalifornien und Washington, an der Ostküste Pennsylvania, North Carolina und West Virginia. Die Haltung von heimischen Regenbogenforellen ist aktuell der zweitgrößte Zweig der Aquakultur in den USA. Sie werden in Teichen oder Fließkanälen mit konstant durchströmenden Wasser gehalten, wobei darauf geachtet wird, dass die Fische wenig Möglichkeiten haben, in ein nahes Naturgewässer zu entfliehen und die Wasserverschmutzung so gering wie möglich zu halten. Die inländische Produktion deckt zum großen Teil die Binnennachfrage. Importe machen nur 15 % aus. Weltweit werden in den USA allerdings nur 7 % der Regenbogenforellen erzeugt. Vor allem Regenbogenforellen aus der Teichhaltung sind besonders anfällig gegenüber der Krankheit „Enteric Redmouth Disease“ (Yersinia ruckeri), welche für betroffene Forellenzüchter existenzbedrohend werden kann. Diese Bakterieninfektion greift nicht auf den Menschen über.

### Erhaltung der natürlichen Biodiversität
Die natürlichen Populationen mehrerer lokaler Unterarten der Regenbogenforelle wie „O. m. irideus“ (Küsten-Regenbogenforelle) und „O. m. gairdneri“ (Columbia River Redband Forelle) sind aufgrund von Überfischung, Habitatdegradation, Krankheiten, eingeführte Fischarten, Umweltverschmutzung, Hybridisierung mit anderen Arten und anderen Ursachen stark zurückgegangen. Als Folge davon wurden einige Populationen von Regenbogenforellen, speziell die anadromen Formen, von US-Bundesbehörden als gefährdet eingestuft. Die Regenbogenforelle dient bei der U.S. Environmental Protection Agency auch als Indikatorart für Gewässerverschmutzung. Einige Non-Profit-Organisationen haben es sich zur Aufgabe gemacht, natürliche Populationen von Regenbogenforellen und Steelheads zu schützen, zu konservieren und den ursprünglichen Zustand möglichst wiederherzustellen. Eine dieser Organisationen ist Trout Unlimited (TU), die sich für den Erhalt von Forellen und Lachsen in den nordamerikanischen Strömen und Flüssen einsetzt. Ein Projekt der ist das Circle Creek Fish Passage Project, welche den Laichaufstieg für Steelheads und andere Salmoniden ermöglicht. „The Wild Salmon Center“ ist ein Zusammenschluss von russischen, kanadischen und US-amerikanischen Forschern, welche das 20-Jahres-Projekt „Kamchatka Steelhead Project“ (1994–2014) durchführen. „Das Kamchatka Steelhead Project“ untersucht die Lebensbedingungen der Kamtschatka Steelhead („Mikizha“), einer nach dem Red Data Book of Russia besonders bedrohten Fischart. Andere Organisationen widmen sich dem Erhalt der California Forelle oder in Kanada ist es die Steelhead Society of British Columbia, welche sich der Bewahrung der Wildsalmoniden in den Naturgewässern von British Columbia widmet.

### Forellenkrankheiten
Als wirtschaftlich bedeutende Forellenkrankheiten werden folgende aufgeführt:
- Drehkrankheit „Whirling Disease“ (Myxobolus cerebralis)
- Redmouth Disease (Yersinia ruckeri) häufig in Forellenzuchten mit schlechter Wasserqualität
- VHS: Virale Hämorrhagische Septikämie der Forellen[46]
- IHN: Infektiöse Hämatopoetische Nekrose der Salmoniden
- ISA: Infektiöse Lachsanämie (Infectious Salmon Anaemia)

Folgende invasive Arten wurden zusammen mit dem Forellenbesatz in Wildgewässer eingebracht:
- Neuseeland Schlammschnecke (Potamopyrgus antipodarum) wurde mit Forellenbesatz eingeschleppt
- Didymo Schnecke (Didymosphenia geminata)

## Sportfischerei
Regenbogenforellen sind in den USA und anderen Ländern sehr beliebte Sportfische, denen an der Angel ein hartes Kampfverhalten nachgesagt wird. In den USA gehören sie zu den Top Five der Angelfische. Regenbogenforellen können sowohl aktiv wie auch passiv beangelt werden. Beim aktiven Angeln wird sowohl das Fliegenfischen wie auch das Spinnfischen eingesetzt. Beim passiven Angeln kommen hingegen das Posenangeln, welches oftmals auch als Schwimmerfischen bekannt ist, sowie das Grundangeln zum Einsatz. Mit diesen Angelarten können die Regenbogenforellen sowohl in natürlichen Wildgewässern wie auch in künstlichen Forellenseen erbeutet werden. Forellenseen, welche häufig nachbesetzt werden, erfreuen sich auch in Deutschland dauerhafter Beliebtheit.

## Kurioses

### Transport lebender Forellen mit Sauerstoffzufuhr

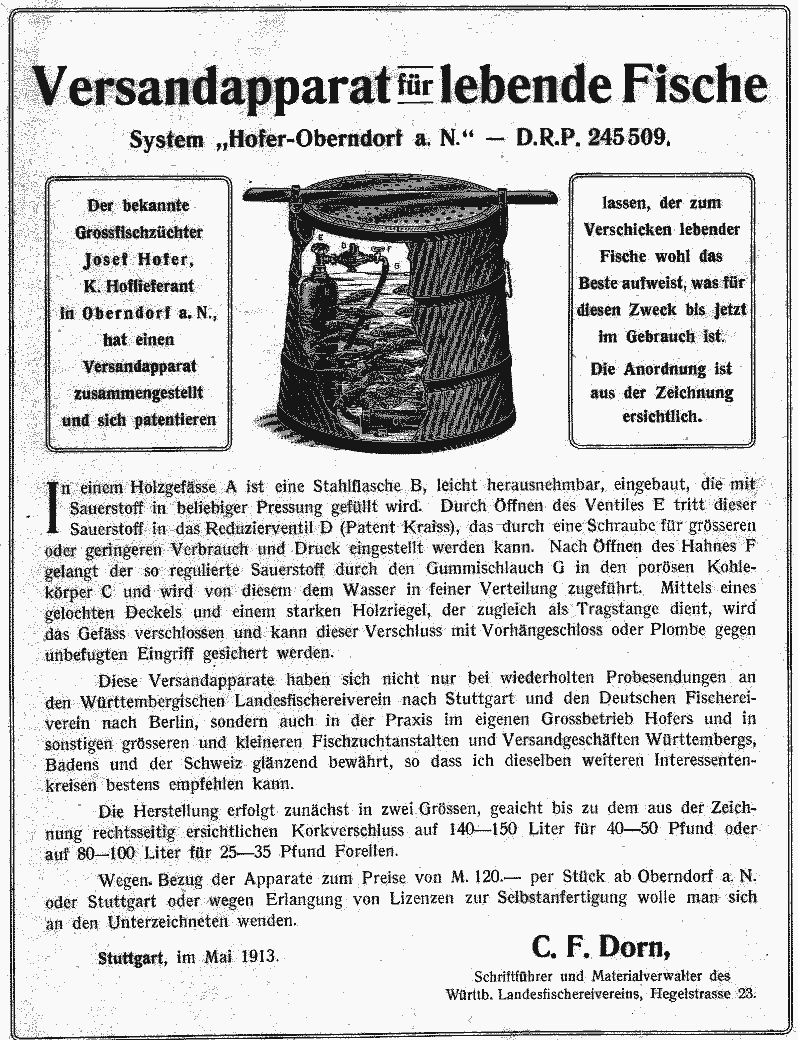
Werbeblatt für den patentierten „Versandapparat für lebende Fische - System Hofer Oberndorf a.N.“ von 1912

1911 erfand Josef Hofer, Hoflieferant von König Wilhelm II. von Württemberg, den „Versandapparat für lebende Fische“ (Patentschrift Nr. 245509, Kaiserliches Patentamt 11. April 1912) und lieferte lebende Forellen u. a. nach Mailand. Zuvor wurden sogenannte Rüttelfässer – schwenkbar aufgehängte Bottiche, die zur Sauerstoffzufuhr von Begleitern bewegt wurden – zum Transport lebender Fische eingesetzt. Hofer, der bis 1905 Obermeister in der Schmiede der Waffenfabrik Mauser und ab 1896 Forellenzüchter im Haupterwerb war, setzte hierzu Sauerstoffflaschen ein, wie er sie aus der Schmiedewerkstatt kannte.